# Леабуа Джонатан
Джозеф Леабуа Джонатан (англ. Joseph Leabua Jonathan) — політичний і державний діяч Лесото, другий прем'єр-міністр (1965—1986) і фактичний голова держави (1970).

## Життєпис
Народився 30 жовтня 1914 року у місті Лерібе (Хлоце) на півночі Лесото. Був одним з побічних нащадків королівської родини Лесото. Закінчивши євангелічну місіонерську школу, працював на шахтах Вітватерсранду (ПАР).
Після повернення до Басутоленду був призначений на посаду помічника адміністратора округу Лерібе, потім став судовим чиновником. 1956 року обраний депутатом від Лерібе до лав Національної ради Басутоленду. Активно включився у політичну діяльність на платформі конституційного переходу до самоврядування.
1959 року перейшов у католицьку віру та заснував Національну партію басуто (НПБ).
1965 року очолив уряд. Від 1966 до 1986 року одночасно обіймав посади прем'єр-міністра, міністра оборони та національної безпеки незалежного Лесото. Від лютого до червня 1970 року після відсторонення від влади короля Мошвешве II також був головою держави, але потім передав повноваження регентці Мамохато. Всупереч конституції не проводив парламентських виборів у країні, встановив авторитарний режим. У січні 1986 року його усунули від влади в результаті військового перевороту.
Помер 5 квітня 1987 року в Південно-Африканській Республіці.